# David Rundblad
David Rundblad (né le 8 octobre 1990 à Lycksele en Suède) est un joueur professionnel suédois de hockey sur glace. Il évolue au poste de défenseur.

## Biographie

### Carrière en club
Formé au Lycksele SK, il rejoint le Skellefteå AIK en 2006 et s'aguerrit dans les championnats de jeunes. En 2007, il débute dans l'Elitserien. Lors du repêchage d'entrée dans la LNH 2009, il est choisi au premier tour, à la 17e place au total par les Blues de Saint-Louis. Au cours du repêchage d'entrée dans la KHL 2010, il est sélectionné en 2e ronde, en 43e position par l'Atlant Mytichtchi. Le 25 juin 2010, il est échangé aux Sénateurs d'Ottawa en retour d'un choix de première ronde, le seizième, au repêchage d'entrée dans la LNH 2010 (Vladimir Tarassenko).
Moins mentionné dans les médias nord-américains que certains jeunes joueurs attendus en Ligue nationale de hockey pour la saison 2011-2012 (notamment ses compatriotes et coéquipiers Tim Erixon et Adam Larsson), peut-être parce que plus âgé, David Rundblad devrait pourtant rejoindre l'Amérique du Nord à l'été 2011 au sortir d'une saison où, pourtant défenseur, Rundblad tient le 3e rang parmi les pointeurs de l'Elitserien, et remporte à cette occasion le Trophée Salming du meilleur défenseur suédois de l'année hors LNH.
En 2011, il part en Amérique du Nord et débute avec les Sénateurs d'Ottawa dans la LNH. Le 17 décembre 2011, il est échangé avec un choix de deuxième ronde au repêchage d'entrée dans la LNH 2012 aux Coyotes de Phoenix en retour de Kyle Turris.
Le 4 mars 2014, il est échangé aux Blackhawks de Chicago en retour d'un choix de deuxième tour au repêchage de 2014.
Le 29 juin 2015, il signe un nouveau contrat de deux ans avec les Hawks. Durant la saison 2015-2016, il partagea son temps avec les Blackhawks, leur club-école nommé les IceHogs de Rockford et le ZSC Lions de la LNA. Le 1er juillet 2016, les Blackhawks annoncent qu'ils rachètent son contrat.

### Carrière internationale
Il représente la Suède au niveau international. Il a participé aux sélections jeunes.

## Statistiques

### En club
| Saison     | Équipe                | Ligue      |                   | Saison régulière  | Saison régulière  | Saison régulière  | Saison régulière  | Saison régulière  |                   | Séries éliminatoires | Séries éliminatoires | Séries éliminatoires | Séries éliminatoires | Séries éliminatoires |
| Saison     | Équipe                | Ligue      | PJ                | B                 | A                 | Pts               | Pun               | PJ                | B                 | A                    | Pts                  | Pun                  |                      |                      |
| 2004-2005  | Lycksele SK           | Division 2 | 1                 | 0                 | 0                 | 0                 | 0                 |                   |                   |                      |                      |                      |                      |                      |
| 2005-2006  | Lycksele SK           | Division 2 | 11                | 5                 | 2                 | 7                 | 2                 |                   |                   |                      |                      |                      |                      |                      |
| 2007-2008  | Skellefteå AIK        | Elitserien | 6                 | 0                 | 0                 | 0                 | 2                 | -                 | -                 | -                    | -                    | -                    |                      |                      |
| 2008-2009  | Skellefteå AIK        | Elitserien | 45                | 0                 | 10                | 10                | 8                 | 10                | 1                 | 1                    | 2                    | 2                    |                      |                      |
| 2009-2010  | Skellefteå AIK        | Elitserien | 47                | 1                 | 12                | 13                | 14                | 12                | 0                 | 1                    | 1                    | 2                    |                      |                      |
| 2010-2011  | Skellefteå AIK        | Elitserien | 55                | 11                | 39                | 50                | 14                | 11                | 2                 | 5                    | 7                    | 18                   |                      |                      |
| 2011-2012  | Sénateurs d'Ottawa    | LNH        | 24                | 1                 | 3                 | 4                 | 6                 | -                 | -                 | -                    | -                    | -                    |                      |                      |
| 2011-2012  | Coyotes de Phoenix    | LNH        | 6                 | 0                 | 3                 | 3                 | 0                 | -                 | -                 | -                    | -                    | -                    |                      |                      |
| 2011-2012  | Pirates de Portland   | LAH        | 30                | 7                 | 9                 | 16                | 27                | -                 | -                 | -                    | -                    | -                    |                      |                      |
| 2012-2013  | Coyotes de Phoenix    | LNH        | 8                 | 0                 | 1                 | 1                 | 0                 | -                 | -                 | -                    | -                    | -                    |                      |                      |
| 2012-2013  | Pirates de Portland   | LAH        | 50                | 9                 | 30                | 39                | 26                | 3                 | 1                 | 0                    | 1                    | 0                    |                      |                      |
| 2013-2014  | Coyotes de Phoenix    | LNH        | 12                | 0                 | 1                 | 1                 | 6                 | -                 | -                 | -                    | -                    | -                    |                      |                      |
| 2013-2014  | Pirates de Portland   | LAH        | 6                 | 0                 | 4                 | 4                 | 0                 | -                 | -                 | -                    | -                    | -                    |                      |                      |
| 2013-2014  | Blackhawks de Chicago | LNH        | 5                 | 0                 | 0                 | 0                 | 0                 | -                 | -                 | -                    | -                    | -                    |                      |                      |
| 2014-2015  | Blackhawks de Chicago | LNH        | 49                | 3                 | 11                | 14                | 12                | 5                 | 0                 | 0                    | 0                    | 0                    |                      |                      |
| 2015-2016  | Blackhawks de Chicago | LNH        | 9                 | 0                 | 2                 | 2                 | 6                 | 3                 | 0                 | 0                    | 0                    | 4                    |                      |                      |
| 2015-2016  | IceHogs de Rockford   | LAH        | 10                | 2                 | 2                 | 4                 | 0                 | -                 | -                 | -                    | -                    | -                    |                      |                      |
| 2015-2016  | ZSC Lions             | LNA        | 11                | 2                 | 13                | 15                | 2                 | 4                 | 0                 | 1                    | 1                    | 0                    |                      |                      |
| 2016-2017  | ZSC Lions             | LNA        | 49                | 6                 | 21                | 27                | 26                | 6                 | 2                 | 3                    | 5                    | 2                    |                      |                      |
| 2017-2018  | SKA Saint-Pétersbourg | KHL        | 39                | 2                 | 9                 | 11                | 6                 | 2                 | 0                 | 0                    | 0                    | 0                    |                      |                      |
| 2018-2019  | SKA Saint-Pétersbourg | KHL        | 36                | 5                 | 9                 | 14                | 8                 | 18                | 4                 | 2                    | 6                    | 6                    |                      |                      |
| 2019-2020  | SKA Saint-Pétersbourg | KHL        | 25                | 2                 | 6                 | 8                 | 10                | -                 | -                 | -                    | -                    | -                    |                      |                      |
| 2019-2020  | HK Sotchi             | KHL        | 19                | 1                 | 7                 | 8                 | 6                 | -                 | -                 | -                    | -                    | -                    |                      |                      |
| 2020-2021  | HK Sotchi             | KHL        | 52                | 3                 | 13                | 16                | 26                | -                 | -                 | -                    | -                    | -                    |                      |                      |
| 2021-2022  | HK Sotchi             | KHL        | 42                | 2                 | 4                 | 6                 | 31                | -                 | -                 | -                    | -                    | -                    |                      |                      |
| 2022-2023  | Kärpät Oulu           | Liiga      | 6                 | 6                 | 20                | 26                | 18                | 3                 | 0                 | 1                    | 1                    | 0                    |                      |                      |
| 2023-2024  | MODO Hockey           | SHL        | Saison en cours ? | Saison en cours ? | Saison en cours ? | Saison en cours ? | Saison en cours ? | Saison en cours ? | Saison en cours ? | Saison en cours ?    | Saison en cours ?    | Saison en cours ?    |                      |                      |
| Totaux LNH | Totaux LNH            | Totaux LNH | 113               | 4                 | 21                | 25                | 30                | 8                 | 0                 | 0                    | 0                    | 4                    |                      |                      |

### En équipe nationale
| Année | Évènement                            |   | PJ | B | A | Pts | Pun | +/-                |  | Résultat |
| 2008  | Championnat du monde moins de 18 ans | 6 | 0  | 1 | 1 | 2   | -4  | Quatrième place    |  |          |
| 2009  | Championnat du monde junior          | 6 | 1  | 1 | 2 | 0   | +3  | Médaille d'argent  |  |          |
| 2010  | Championnat du monde junior          | 6 | 1  | 4 | 5 | 2   | +9  | Médaille de bronze |  |          |
| 2011  | Championnat du monde                 | 4 | 0  | 1 | 1 | 2   | -1  | Médaille d'argent  |  |          |

## Trophées et honneurs personnels

### Elitserien
- 2011 : remporte le trophée Salming

### Ligue nationale de hockey
- 2014-2015 : vainqueur de la coupe Stanley avec les Blackhawks de Chicago